# Lijst van rijksmonumenten in Hendrik-Ido-Ambacht
Hendrik-Ido-Ambacht, in de Nederlande provincie Zuid-Holland,  telt 9 inschrijvingen in het rijksmonumentenregister. Hieronder een overzicht. 
| Object | Oorspronkelijke functie?  | Bouwjaar                 | Architect | Locatie                | Coördinaten?                  | Nr.?   | Afbeelding |
| --- | ------------------------- | ------------------------ | --------- | ---------------------- | ----------------------------- | ------ | --- |
| Boerderij, evenwijdig aan de weg gebouwd, onder rieten wolfdak. In de voorgevel vlechtingen, vensters met kruiskozijnen en luiken | Boerderij                 | 1738 (jaartalankers)     |           | Achterambachtseweg 6   | 51° 50' 55" NB, 4° 36' 33" OL | 21498  | Boerderij, evenwijdig aan de weg gebouwd, onder rieten wolfdak. In de voorgevel vlechtingen, vensters met kruiskozijnen en luiken |
| Boerderij, onder hoog, met riet gedekt wolfdak. Uitgebouwde zijkamer met puntgevel. Stal met gepotdekselde houten delen           | Boerderij                 | wellicht 18e eeuw        |           | Achterambachtseweg 12  | 51° 51' 0" NB, 4° 36' 56" OL  | 21499  | Boerderij, onder hoog, met riet gedekt wolfdak. Uitgebouwde zijkamer met puntgevel. Stal met gepotdekselde houten delen           |
| Houten zomerhuis met pannen zadeldak                                                                                              | Woonhuis                  | 19e eeuw                 |           | Achterambachtseweg 12A | 51° 50' 59" NB, 4° 36' 57" OL | 21500  | Houten zomerhuis met pannen zadeldak                                                                                              |
| Boerderij "Palmhoeve". Vensters met halve kruiskozijnen en luiken                                                                 | Boerderij                 | 1778                     |           | Achterambachtseweg 37  | 51° 51' 6" NB, 4° 37' 25" OL  | 21501  | Boerderij "Palmhoeve". Vensters met halve kruiskozijnen en luiken                                                                 |
| Huis met verdieping en zadeldak tussen puntgevels met vlechtingen                                                                 | Woonhuis                  | 1777                     |           | Dorpsstraat 102        | 51° 50' 58" NB, 4° 37' 50" OL | 21502  | Huis met verdieping en zadeldak tussen puntgevels met vlechtingen                                                                 |
| Dorpskerk/Nicolaas | Kerk en kerkonderdeel     | 16e eeuw (ingebruikname) |           | Kerkplein 13           | 51° 50' 59" NB, 4° 37' 53" OL | 21503  | Meer afbeeldingen |
| Hoeve "Waalnes" met stal en wagenschuur                                                                                           | Boerderij                 | 17e eeuw                 |           | Kerkstraat 6           | 51° 50' 58" NB, 4° 38' 19" OL | 21504  | Hoeve "Waalnes" met stal en wagenschuur                                                                                           |
| Rechthoekige hoeve met aan voor en achterzijde puntgevel                                                                          | Boerderij                 | begin 19e eeuw           |           | Kerkstraat 34          | 51° 51' 10" NB, 4° 38' 31" OL | 21505  | Rechthoekige hoeve met aan voor en achterzijde puntgevel                                                                          |
| Poortgebouw in Ambachtelijk-traditionele bouwtrant, aan de hoofdentree van een begraafplaats                                      | Begraafplaats en -onderdl | 1875                     |           | Kerkstraat 8           | 51° 51' 0" NB, 4° 38' 19" OL  | 511003 | Poortgebouw in Ambachtelijk-traditionele bouwtrant, aan de hoofdentree van een begraafplaats                                      |

Alblasserdam ·
Albrandswaard ·
Alphen aan den Rijn ·
Barendrecht ·
Bodegraven-Reeuwijk ·
Capelle aan den IJssel ·
Delft ·
Den Haag ·
Dordrecht ·
Goeree-Overflakkee ·
Gorinchem ·
Gouda ·
Hardinxveld-Giessendam ·
Hendrik-Ido-Ambacht ·
Hillegom ·
Hoeksche Waard‎ ·
Kaag en Braassem ·
Katwijk ·
Krimpen aan den IJssel ·
Krimpenerwaard ·
Lansingerland ·
Leiden ·
Leiderdorp ·
Leidschendam-Voorburg ·
Lisse ·
Maassluis ·
Midden-Delfland ·
Molenlanden ·
Nieuwkoop ·
Nissewaard ·
Noordwijk ·
Oegstgeest ·
Papendrecht ·
Pijnacker-Nootdorp ·
Ridderkerk ·
Rijswijk ·
Rotterdam ·
Schiedam ·
Sliedrecht ·
Teylingen ·
Vlaardingen ·
Voorne aan Zee ·
Voorschoten ·
Waddinxveen ·
Wassenaar ·
Westland ·
Zoetermeer ·
Zoeterwoude ·
Zuidplas ·
Zwijndrecht